# Le Clapier
Le Clapier è un comune francese di 83 abitanti situato nel dipartimento dell'Aveyron nella regione dell'Occitania.
Nel suo territorio, dal monte Bouviala, vi sono le sorgenti del fiume Orb.

## Società

### Evoluzione demografica
Abitanti censiti